# Parlamentswahl in Finnland 2023
- VAS: 11
- SDP: 43
- VIHR: 13
- RKP: 9
- Sonst.: 1
- KESK: 23
- LIIK: 1
- KOK: 48
- KD: 5
- PS: 46

Die 39. Wahl zum finnischen Parlament fand am 2. April 2023 statt. Gewählt wurden alle 200 Mitglieder des aus einer Kammer bestehenden Parlaments (finnisch Eduskunta, schwedisch Riksdagen) für eine vierjährige Wahlperiode.
Wie bei der Vorwahl platzierten sich die drei großen Parteien (KOK, PS und SDP) dicht zueinander an der Spitze. Alle drei Parteien hatten leichte Zugewinne erzielt, mit einem hauchdünnen Vorsprung wurde nun aber die Nationale Sammlungspartei (KOK) stärkste Partei vor der rechtspopulistischen Perussuomalaiset (PS). Die Koalitionspartner der bisher regierenden Sozialdemokraten, insbesondere die Finnische Zentrumspartei (KESK) und der Grüne Bund (VIHR), verzeichneten jedoch größere Verluste, sodass die Fünferkoalition nur noch 99 der 200 Parlamentssitze innehatte.
Nach der Wahl bildeten KOK und PS eine Koalition, der auch die Christdemokraten (KD) und die Schwedische Volkspartei (RKP) angehören. Angeführt wird das Kabinett von Ministerpräsident Petteri Orpo.

## Wahlsystem
Das Parlament wird für vier Jahre nach dem Verhältniswahlrecht gewählt. Wahlberechtigt ist jeder finnische Staatsbürger ab 18 Jahren. Jeder Wähler hat eine Stimme, die er einem bestimmten Kandidaten gibt, womit er gleichzeitig auch für dessen Liste stimmt. Das Land ist in 13 Wahlkreise eingeteilt, in denen die Sitze nach dem D’Hondt-Verfahren verteilt werden. Innerhalb einer Liste sind die Bewerber mit den meisten Stimmen gewählt. Åland stellt nur einen Abgeordneten; die autonome Inselgruppe hat ein eigenes Parteiensystem. Mehrere Parteien können in einem Wahlkreis als Wahlbündnis antreten. Sie werden dann bei der Sitzverteilung wie die Liste einer einzigen Partei behandelt.

## Wahlkreise

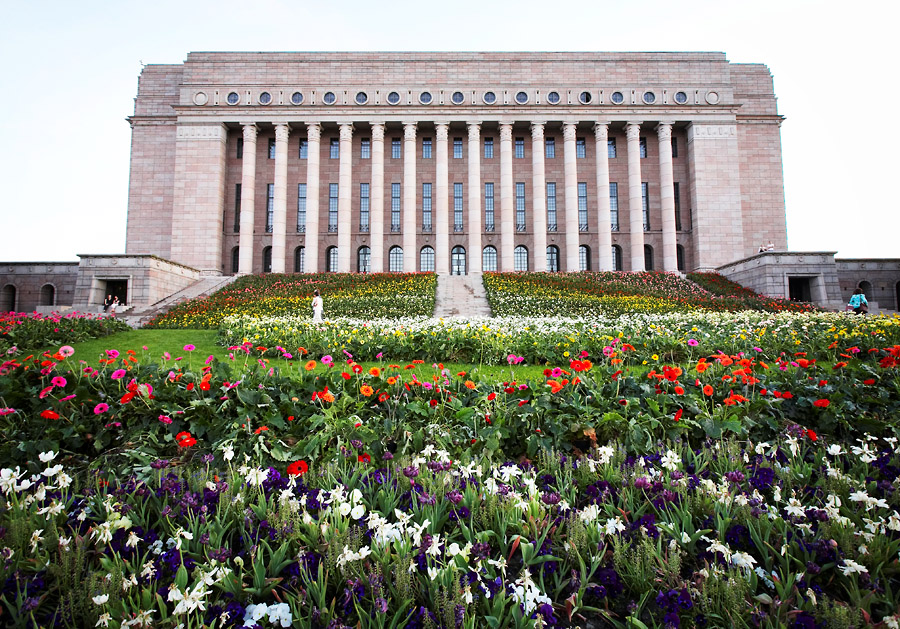
Das finnische Parlament in Helsinki

Die Wahlkreise sind von Süden ausgehend mit Ziffern von 1 bis 13 nummeriert. Die Mandate werden proportional zu ihren Bevölkerungszahlen auf die Wahlkreise verteilt gemäß den Einwohnerzahlen am Ende des siebten Monats vor der Wahl. Åland (Nummer 05) erhält stets ein Mandat. Im Parlament schließt sich der Åland-Mandatsträger durchgehend der Fraktion der Schwedische Volkspartei (SFP-RKP) an. 2013 wurden vier kleinere Wahlkreise zu zwei größeren (Südostfinnland und Savo-Karelien) zusammengefasst.
Die Wahlkreise sind folgende:
| #  | Wahlkreis       | Sitze | Karte |
| -- | --------------- | ----- | ----- |
| 01 | Helsinki        | 23    |       |
| 02 | Uusimaa         | 37    |       |
| 03 | Varsinais-Suomi | 17    |       |
| 04 | Satakunta       | 08    |       |
| 05 | Åland           | 01    |       |
| 06 | Häme            | 14    |       |
| 07 | Pirkanmaa       | 20    |       |
| 08 | Südostfinnland  | 15    |       |
| 09 | Savo-Karelien   | 15    |       |
| 10 | Vaasa           | 16    |       |
| 11 | Mittelfinnland  | 10    |       |
| 12 | Oulu            | 18    |       |
| 13 | Lappland        | 06    |       |

Gegenüber der vorigen Wahl gibt es leichte Änderungen in der Wahlkreiseinteilung durch die Verschiebung von vier Gemeinden in andere Wahlkreise: Heinävesi und Joroinen wechseln von Südostfinnland nach Savo-Karelien, Iitti wechselt von Südostfinnland nach Häme und Kuhmoinen von Mittelfinnland nach Pirkanmaa.

## Ausgangslage
Die Regierung des Landes, der Staatsrat (Valtioneuvosto/Statsrådet), ist seit der Verfassungsreform direkt dem Parlament verantwortlich. Der Ministerpräsident wird direkt vom Parlament gewählt, die übrigen Mitglieder vom Präsidenten auf Vorschlag des Ministerpräsidenten ernannt. Traditionell werden in Finnland große Koalitionen auch über das zur Schaffung einer absoluten Mehrheit notwendige Maß hinaus gebildet.
Die Parlamentswahl 2019 war die erste, bei der keine der Parteien mehr als 20 Prozent erhielt. Stärkste Partei wurden erstmals seit der Wahl 1999 die Sozialdemokraten (SDP), knapp vor den Wahren Finnen (PS) und der Sammlungspartei (KOK).
Die Finnische Zentrumspartei (KESK) des Ministerpräsidenten Juha Sipilä büßte über sieben Prozentpunkte ein und erreichte mit 13,8 Prozent das schlechteste Ergebnis seit 1917. Der Grüne Bund (VIHR) gewann an Stimmen hinzu (11,5 % nach 8,5 % bei der Wahl 2015). Die Gewinne und Verluste der übrigen Parteien waren marginal.
Nach der Wahl bildeten Sozialdemokraten, Zentrum, Grüne, Linksbündnis (VAS) und Schwedische Volkspartei (SFP) am 6. Juni 2019 eine Mitte-links-Regierung mit dem SDP-Vorsitzenden Antti Rinne als Ministerpräsidenten. Rinne trat am 3. Dezember 2019 auf Druck der Zentrumspartei zurück. Anlass war ein Streik bei der Post. Nachfolgerin als Ministerpräsidentin wurde am 10. Dezember 2019 Sanna Marin (SDP), zuvor Verkehrs- und Kommunikationsministerin. Der neuen Regierung gehören dieselben Parteien an wie der Vorgängerregierung. Die Finanzministerin und Vorsitzende der Zentrumspartei (KESK), Annika Saarikko, schloss im März 2023 eine Fortsetzung der bestehenden Koalition nach der Wahl aus.
Nachdem zuvor nur die Nationale Sammlungspartei (KOK) für einen NATO-Beitritt eintrat, kam es durch den Ukraine-Krieg zu einem Meinungsumschwung. Am 18. Mai 2022 beantragte Finnland zusammen mit Schweden die Aufnahme in die NATO. Am Tag zuvor hatte sich das Parlament mit 188 zu 8 Stimmen für einen Beitrittsantrag ausgesprochen. Das Linksbündnis (VAS) ist in dieser Frage gespalten, während alle anderen Parteien, die bei der Wahl 2019 Sitze erhalten haben, einen NATO-Beitritt befürworten.
| Partei    | Vorsitzender         | Wahl 2019 | Wahl 2019 | Sitze 2023 | Bemerkungen                                                                  |
| Partei    | Vorsitzender         | %         | Sitze     | Sitze 2023 | Bemerkungen                                                                  |
| --------- | -------------------- | --------- | --------- | ---------- | ---------------------------------------------------------------------------- |
| SDP       | Sanna Marin          | 17,73     | 40        | 40         |                                                                              |
| PS        | Riikka Purra         | 17,48     | 39        | 39         |                                                                              |
| KOK       | Petteri Orpo         | 17,00     | 38        | 37         | Wahlbündnis mit SFP in Pikanmaa und Südostfinnland, mit KD in Lappland       |
| KESK      | Annika Saarikko      | 13,76     | 31        | 31         | Wahlbündnis KD und KL in Helsinki                                            |
| VIHR      | Maria Ohisalo        | 11,49     | 20        | 20         |                                                                              |
| VAS       | Li Andersson         | 8,17      | 16        | 16         |                                                                              |
| SFP (RKP) | Anna-Maja Henriksson | 4,53      | 9         | 9          |                                                                              |
| KD        | Sari Essayah         | 3,90      | 5         | 5          | Wahlbündnis KESK und KL in Helsinki, mit KOK in Lappland                     |
| Liike Nyt | Hjallis Harkimo      | 2,25      | 1         | 1          |                                                                              |
| VKK       | Ano Turtiainen       | –         | –         | 1          | Vorsitzender ist ein aus PS ausgeschlossener Abgeordneter                    |
| För Åland | –                    | 0,38      | 1         | 1          | Bündnis mehrerer Parteien auf den Åland-Inseln, Abgeordneter in SFP-Fraktion |

## Wahlkampf
Im Wahlkampf standen vor allem die Staatsfinanzen im Vordergrund – die Opposition warf der Regierung von Marin vor, die Staatsverschuldung zu sehr erhöht zu haben. Die siegreichen Konservativen grenzten sich von den regierenden Sozialdemokraten vor allem im Bereich Haushaltspolitik ab und schlossen eine Koalition mit den rechtspopulistischen Perussuomalaiset nicht per se aus, trotz Meinungsunterschieden im Bereich Einwanderung und Haltung zur EU. Der NATO-Beitritt Finnlands wurde hingegen nicht kontrovers diskutiert und ist mittlerweile Konsens in den großen Parteien. Wahlsieger Orpo nannte als wichtigste Themen die Festigung der Wirtschaft, Stabilisierung der Finanzen und die Umsetzung des NATO-Beitritts. Finnland werde zudem „alles tun“, um der angegriffenen Ukraine zu helfen.

## Umfragen

### Letzte Umfragen
| Institut                             | Datum      | SDP    | PS     | KOK    | KESK   | VIHR   | VAS   | RKP   | KD    | LIIK  | Sonstige |
| ------------------------------------ | ---------- | ------ | ------ | ------ | ------ | ------ | ----- | ----- | ----- | ----- | -------- |
| Taloustutkimus                       | 28.03.2023 | 18,7 % | 19,5 % | 19,8 % | 10,7 % | 9,0 %  | 8,7 % | 4,1 % | 4,4 % | 1,8 % | 3,3 %    |
| Kantar TNS                           | 28.03.2023 | 19,2 % | 19,2 % | 19,8 % | 11,4 % | 8,4 %  | 8,3 % | 4,5 % | 4,0 % | 1,9 % | 3,3 %    |
| Parlamentswahl 2019                  | 14.04.2019 | 17,7 % | 17,5 % | 17,0 % | 13,8 % | 11,5 % | 8,2 % | 4,5 % | 3,9 % | 2,3 % | 3,6 %    |
| Quelle: Wahlumfragen auf politpro.eu |            |        |        |        |        |        |       |       |       |       |          |

### Ältere Umfragen
| \| Institut \| Datum \| SDP \| PS \| KOK \| KESK \| VIHR \| VAS \| RKP \| KD \| LIIK \| Sonstige \| \| -------------- \| ---------- \| ------ \| ------ \| ------ \| ------ \| ------ \| ----- \| ----- \| ----- \| ----- \| -------- \| \| Kantar TNS \| 21.03.2023 \| 19,3 % \| 19,3 % \| 20,8 % \| 10,7 % \| 8,3 % \| 8,2 % \| 4,5 % \| 4,0 % \| 2,2 % \| 2,7 % \| \| Taloustutkimus \| 02.03.2023 \| 19,9 % \| 19,0 % \| 20,8 % \| 9,5 % \| 8,9 % \| 9,0 % \| 4,4 % \| 3,6 % \| 1,5 % \| 3,4 % \| \| Kantar TNS \| 16.02.2023 \| 19,2 % \| 20,0 % \| 21,3 % \| 9,6 % \| 9,4 % \| 8,0 % \| 4,4 % \| 3,9 % \| 2,0 % \| 2,2 % \| \| Taloustutkimus \| 02.02.2023 \| 19,1 % \| 18,4 % \| 21,6 % \| 10,1 % \| 10,3 % \| 7,6 % \| 4,4 % \| 4,0 % \| 1,8 % \| 2,7 % \| \| Kantar TNS \| 18.01.2023 \| 18,5 % \| 19,1 % \| 22,8 % \| 9,8 % \| 9,2 % \| 7,8 % \| 4,4 % \| 3,9 % \| 2,2 % \| 2,3 % \| \| Taloustutkimus \| 03.01.2023 \| 18,8 % \| 19,3 % \| 23,0 % \| 10,9 % \| 9,6 % \| 8,6 % \| 4,0 % \| 2,9 % \| 1,3 % \| 1,6 % \| \| Kantar TNS \| 16.12.2022 \| 19,1 % \| 17,9 % \| 23,5 % \| 9,9 % \| 9,8 % \| 8,0 % \| 4,3 % \| 3,4 % \| 1,8 % \| 2,3 % \| \| Taloustutkimus \| 08.12.2022 \| 18,9 % \| 17,4 % \| 24,0 % \| 9,0 % \| 9,7 % \| 8,9 % \| 4,6 % \| 4,0 % \| 1,6 % \| 1,9 % \| \| Kantar TNS \| 16.11.2022 \| 19,3 % \| 17,4 % \| 24,2 % \| 10,1 % \| 9,2 % \| 8,0 % \| 4,4 % \| 3,3 % \| 1,9 % \| 2,2 % \| \| Taloustutkimus \| 03.11.2022 \| 18,2 % \| 16,7 % \| 23,9 % \| 10,9 % \| 10,1 % \| 8,5 % \| 5,0 % \| 3,0 % \| 1,7 % \| 2,0 % \| \| Kantar TNS \| 19.10.2022 \| 19,0 % \| 17,3 % \| 24,2 % \| 10,4 % \| 9,0 % \| 8,3 % \| 4,6 % \| 3,2 % \| 1,7 % \| 2,3 % \| \| Taloustutkimus \| 06.10.2022 \| 19,3 % \| 17,1 % \| 24,2 % \| 10,3 % \| 9,4 % \| 8,4 % \| 4,2 % \| 3,3 % \| 1,7 % \| 2,1 % \| \| Kantar TNS \| 14.09.2022 \| 19,2 % \| 16,1 % \| 23,6 % \| 11,8 % \| 9,6 % \| 8,0 % \| 4,4 % \| 3,4 % \| 2,0 % \| 1,9 % \| \| Taloustutkimus \| 08.09.2022 \| 19,4 % \| 16,2 % \| 24,2 % \| 11,7 % \| 9,6 % \| 8,1 % \| 4,1 % \| 3,0 % \| 1,8 % \| 1,9 % \| \| Kantar TNS \| 18.08.2022 \| 20,1 % \| 16,0 % \| 23,0 % \| 11,0 % \| 9,9 % \| 7,6 % \| 4,5 % \| 3,4 % \| 2,3 % \| 2,2 % \| \| Taloustutkimus \| 04.08.2022 \| 20,3 % \| 16,1 % \| 23,4 % \| 11,0 % \| 9,3 % \| 8,1 % \| 4,4 % \| 3,0 % \| 2,2 % \| 2,2 % \| \| Kantar TNS \| 16.07.2022 \| 19,9 % \| 14,7 % \| 23,9 % \| 11,6 % \| 9,8 % \| 7,7 % \| 4,6 % \| 3,6 % \| 2,2 % \| 2,0 % \| \| Taloustutkimus \| 07.07.2022 \| 19,8 % \| 15,3 % \| 23,7 % \| 11,8 % \| 9,7 % \| 7,8 % \| 4,6 % \| 3,3 % \| 2,1 % \| 1,9 % \| \| Kantar TNS \| 15.06.2022 \| 19,4 % \| 14,5 % \| 24,4 % \| 12,2 % \| 8,9 % \| 7,5 % \| 4,5 % \| 3,6 % \| 2,4 % \| 2,6 % \| \| Taloustutkimus \| 02.06.2022 \| 18,7 % \| 14,9 % \| 25,9 % \| 12,1 % \| 9,4 % \| 8,0 % \| 4,8 % \| 3,0 % \| 1,9 % \| 1,3 % \| \| Kantar TNS \| 18.05.2022 \| 18,7 % \| 15,4 % \| 24,1 % \| 12,7 % \| 9,1 % \| 7,6 % \| 4,4 % \| 3,6 % \| 2,4 % \| 2,0 % \| \| Taloustutkimus \| 05.05.2022 \| 17,9 % \| 14,6 % \| 24,1 % \| 13,5 % \| 8,8 % \| 9,0 % \| 4,3 % \| 3,3 % \| 2,3 % \| 2,2 % \| \| Kantar TNS \| 22.04.2022 \| 19,5 % \| 14,2 % \| 24,1 % \| 12,4 % \| 9,0 % \| 8,1 % \| 4,5 % \| 3,6 % \| 2,6 % \| 2,0 % \| \| Taloustutkimus \| 03.03.2022 \| 18,5 % \| 15,6 % \| 22,6 % \| 13,4 % \| 9,3 % \| 9,1 % \| 4,8 % \| 3,1 % \| 2,3 % \| 1,3 % \| |            |        |        |        |        |        |       |       |       |       |          |
| Institut | Datum      | SDP    | PS     | KOK    | KESK   | VIHR   | VAS   | RKP   | KD    | LIIK  | Sonstige |
| Kantar TNS | 21.03.2023 | 19,3 % | 19,3 % | 20,8 % | 10,7 % | 8,3 %  | 8,2 % | 4,5 % | 4,0 % | 2,2 % | 2,7 %    |
| Taloustutkimus | 02.03.2023 | 19,9 % | 19,0 % | 20,8 % | 9,5 %  | 8,9 %  | 9,0 % | 4,4 % | 3,6 % | 1,5 % | 3,4 %    |
| Kantar TNS | 16.02.2023 | 19,2 % | 20,0 % | 21,3 % | 9,6 %  | 9,4 %  | 8,0 % | 4,4 % | 3,9 % | 2,0 % | 2,2 %    |
| Taloustutkimus | 02.02.2023 | 19,1 % | 18,4 % | 21,6 % | 10,1 % | 10,3 % | 7,6 % | 4,4 % | 4,0 % | 1,8 % | 2,7 %    |
| Kantar TNS | 18.01.2023 | 18,5 % | 19,1 % | 22,8 % | 9,8 %  | 9,2 %  | 7,8 % | 4,4 % | 3,9 % | 2,2 % | 2,3 %    |
| Taloustutkimus | 03.01.2023 | 18,8 % | 19,3 % | 23,0 % | 10,9 % | 9,6 %  | 8,6 % | 4,0 % | 2,9 % | 1,3 % | 1,6 %    |
| Kantar TNS | 16.12.2022 | 19,1 % | 17,9 % | 23,5 % | 9,9 %  | 9,8 %  | 8,0 % | 4,3 % | 3,4 % | 1,8 % | 2,3 %    |
| Taloustutkimus | 08.12.2022 | 18,9 % | 17,4 % | 24,0 % | 9,0 %  | 9,7 %  | 8,9 % | 4,6 % | 4,0 % | 1,6 % | 1,9 %    |
| Kantar TNS | 16.11.2022 | 19,3 % | 17,4 % | 24,2 % | 10,1 % | 9,2 %  | 8,0 % | 4,4 % | 3,3 % | 1,9 % | 2,2 %    |
| Taloustutkimus | 03.11.2022 | 18,2 % | 16,7 % | 23,9 % | 10,9 % | 10,1 % | 8,5 % | 5,0 % | 3,0 % | 1,7 % | 2,0 %    |
| Kantar TNS | 19.10.2022 | 19,0 % | 17,3 % | 24,2 % | 10,4 % | 9,0 %  | 8,3 % | 4,6 % | 3,2 % | 1,7 % | 2,3 %    |
| Taloustutkimus | 06.10.2022 | 19,3 % | 17,1 % | 24,2 % | 10,3 % | 9,4 %  | 8,4 % | 4,2 % | 3,3 % | 1,7 % | 2,1 %    |
| Kantar TNS | 14.09.2022 | 19,2 % | 16,1 % | 23,6 % | 11,8 % | 9,6 %  | 8,0 % | 4,4 % | 3,4 % | 2,0 % | 1,9 %    |
| Taloustutkimus | 08.09.2022 | 19,4 % | 16,2 % | 24,2 % | 11,7 % | 9,6 %  | 8,1 % | 4,1 % | 3,0 % | 1,8 % | 1,9 %    |
| Kantar TNS | 18.08.2022 | 20,1 % | 16,0 % | 23,0 % | 11,0 % | 9,9 %  | 7,6 % | 4,5 % | 3,4 % | 2,3 % | 2,2 %    |
| Taloustutkimus | 04.08.2022 | 20,3 % | 16,1 % | 23,4 % | 11,0 % | 9,3 %  | 8,1 % | 4,4 % | 3,0 % | 2,2 % | 2,2 %    |
| Kantar TNS | 16.07.2022 | 19,9 % | 14,7 % | 23,9 % | 11,6 % | 9,8 %  | 7,7 % | 4,6 % | 3,6 % | 2,2 % | 2,0 %    |
| Taloustutkimus | 07.07.2022 | 19,8 % | 15,3 % | 23,7 % | 11,8 % | 9,7 %  | 7,8 % | 4,6 % | 3,3 % | 2,1 % | 1,9 %    |
| Kantar TNS | 15.06.2022 | 19,4 % | 14,5 % | 24,4 % | 12,2 % | 8,9 %  | 7,5 % | 4,5 % | 3,6 % | 2,4 % | 2,6 %    |
| Taloustutkimus | 02.06.2022 | 18,7 % | 14,9 % | 25,9 % | 12,1 % | 9,4 %  | 8,0 % | 4,8 % | 3,0 % | 1,9 % | 1,3 %    |
| Kantar TNS | 18.05.2022 | 18,7 % | 15,4 % | 24,1 % | 12,7 % | 9,1 %  | 7,6 % | 4,4 % | 3,6 % | 2,4 % | 2,0 %    |
| Taloustutkimus | 05.05.2022 | 17,9 % | 14,6 % | 24,1 % | 13,5 % | 8,8 %  | 9,0 % | 4,3 % | 3,3 % | 2,3 % | 2,2 %    |
| Kantar TNS | 22.04.2022 | 19,5 % | 14,2 % | 24,1 % | 12,4 % | 9,0 %  | 8,1 % | 4,5 % | 3,6 % | 2,6 % | 2,0 %    |
| Taloustutkimus | 03.03.2022 | 18,5 % | 15,6 % | 22,6 % | 13,4 % | 9,3 %  | 9,1 % | 4,8 % | 3,1 % | 2,3 % | 1,3 %    |

## Ergebnis

Stimmenanteile der Parteien nach Wahlkreisen

| Listen                                                                       | Listen                                | Stimmen   | %    | +/-  | Mandate | +/- |
| ---------------------------------------------------------------------------- | ------------------------------------- | --------- | ---- | ---- | ------- | --- |
|                                                                              | Nationale Sammlungspartei (KOK)       | 644.555   | 20,8 | +3,8 | 48      | +10 |
|                                                                              | Wahre Finnen (PS)                     | 620.981   | 20,1 | +2,6 | 46      | +7  |
|                                                                              | Sozialdemokratische Partei (SDP)      | 617.552   | 19,9 | +2,2 | 43      | +3  |
|                                                                              | Zentrumspartei (KESK)                 | 349.640   | 11,3 | −2,5 | 23      | −8  |
|                                                                              | Linksbündnis (VAS)                    | 218.430   | 7,1  | −1,1 | 11      | −5  |
|                                                                              | Grüner Bund (VIHR)                    | 217.795   | 7,0  | −4,5 | 13      | −7  |
|                                                                              | Schwedische Volkspartei (SFP-RKP)     | 133.518   | 4,3  | −0,2 | 9       | ±0  |
|                                                                              | Christdemokraten (KD)                 | 130.694   | 4,2  | +0,3 | 5       | ±0  |
|                                                                              | Bewegung Jetzt! (LIIK) 1              | 74.995    | 2,4  | +0,2 | 1       | ±0  |
|                                                                              | Freiheitsbund (VL)                    | 27.558    | 0,9  | Neu  | –       | Neu |
|                                                                              | Liberale Partei – Wahlfreiheit (Lib.) | 14.982    | 0,5  | +0,3 | –       | ±0  |
|                                                                              | Macht gehört dem Volk (VKK)           | 8.469     | 0,3  | Neu  | –       | Neu |
|                                                                              | Kristallipuolue                       | 4.894     | 0,2  | Neu  | –       | Neu |
|                                                                              | Partei für Tierrechte (EOP)           | 3.107     | 0,1  | ±0,0 | –       | ±0  |
|                                                                              | Piratenpartei (PP)                    | 3.058     | 0,1  | –0,5 | –       | ±0  |
|                                                                              | Kommunistische Partei Finnlands (SKP) | 3.044     | 0,1  | ±0,0 | –       | ±0  |
|                                                                              | Sinimusta Liike (SML)                 | 2.307     | 0,1  | Neu  | –       | Neu |
|                                                                              | Korjausliike                          | 1.362     | 0,0  | –0,9 | –       | ±0  |
|                                                                              | Finnen zuerst (SKE)                   | 1.225     | 0,0  | ±0,0 | –       | ±0  |
|                                                                              | Feministische Partei (FP)             | 1.114     | 0,0  | –0,2 | –       | ±0  |
|                                                                              | Avoin Puolue                          | 985       | 0,0  | Neu  | –       | Neu |
|                                                                              | Kansalaisliitto                       | 169       | 0,0  | –0,1 | –       | ±0  |
|                                                                              | Sonstige 2                            | 15.170    | 0,5  | −    | 1       | ±0  |
| Gesamt                                                                       | Gesamt                                | 3.095.604 | 100  |      | 200     | –   |
|                                                                              |                                       |           |      |      |         |     |
| Ungültige Stimmen                                                            | Ungültige Stimmen                     | 14.434    | 0,5  | –0,1 |         |     |
| Wähler                                                                       | Wähler                                | 3.110.038 | 72,7 | +4,0 |         |     |
| Wahlberechtigte                                                              | Wahlberechtigte                       | 4.277.487 |      |      |         |     |
|                                                                              |                                       |           |      |      |         |     |
| Quellen: Tilastokeskus: Ergebnis, Wähler – Tulospalvelu: Nationales Ergebnis |                                       |           |      |      |         |     |

### Åland
Wahlkreis Åland (Ahvenanmaa, VP05).
| Listen            | Listen                         | Stimmen | %    | Mandate |
| ----------------- | ------------------------------ | ------- | ---- | ------- |
|                   | För Åland (AC – Lib – MSA)     | 11.452  | 85,6 | 1       |
|                   | Välfärd och jämlikhet (AS)     | 923     | 6,9  | –       |
|                   | Ungebundene Sammlung auf Åland | 514     | 3,8  | –       |
|                   | Nachhaltige Initiative         | 494     | 3,7  | –       |
| Gesamt            | Gesamt                         | 13.383  | 100  | 1       |
|                   |                                |         |      |         |
| Ungültige Stimmen | Ungültige Stimmen              | 127     | 0,9  |         |
| Wähler            | Wähler                         | 13.510  | 47,8 |         |
| Wahlberechtigte   | Wahlberechtigte                | 28.236  |      |         |

### Wähler und Wahlberechtigte
| Datum      | Wähler    | Wähler | Wahlberechtigte |
| Datum      | Anzahl    | %      | Anzahl          |
| ---------- | --------- | ------ | --------------- |
| Finnland   | 3.078.010 | 72,0   | 4.277.487       |
| In Ausland | 32.028    | 12,2   | 262.950         |
| Insgesamt  | 3.110.038 | –      | 4.540.437       |

## Regierungsbildung
mögliche Koalitionsvarianten
|                                   |       |
| Parteien                          | Sitze |
| Absolute Mehrheit (ab 101 Sitzen) |       |
| KOK, PS, KESK                     | 117   |
| KOK, SDP, KESK                    | 114   |
| KOK, PS, RKP, KD                  | 109   |
| KOK, SDP, VIHR                    | 104   |
| KOK, PS, RKP                      | 104   |
| Keine Mehrheit (unter 101 Sitzen) |       |
| SDP, KESK, VIHR, RKP              | 100   |
| Sitze gesamt                      | 200   |

Vor der Wahl gaben die Sozialdemokratische Partei, die Grüner Bund und das Linksbündnis bekannt, dass sie einen Beitritt zu einer Koalition mit der Finnen-Partei ausschließen. Die Schwedische Volkspartei äußerte sich ähnlich, dass die Wahrscheinlichkeit, Teil derselben Regierungskoalition mit der Finnen-Partei zu sein, sehr gering sei, schloss dies aber nicht völlig aus. Laut der Vorsitzenden der schwedischen Volkspartei, Anna-Maja Henriksson, wollen sie sehen, wie die Regierungsgespräche verlaufen werden, um eine endgültige Entscheidung zu treffen. Das Linksbündnis erklärte auch, dass es nicht bereit sei, eine Koalition einzugehen, an der die Nationale Sammlungspartei beteiligt sei.
Anfang März 2023 erklärte die Vorsitzende der Zentrumspartei, Annika Saarikko, dass sie, obwohl sie eine Koalition mit keiner Partei ausschließe, nicht bereit sei, weiterhin in der amtierenden Koalitionsregierung zu bleiben, wenn es eine Mehrheit gebe, aufgrund politischer Auseinandersetzungen mit anderen Koalitionsparteien, insbesondere mit der Grünen Liga.
Der Vorsitzende der Nationalen Sammlungspartei, Petteri Orpo, sagte, er halte sich alle Optionen offen.
Nach den unmittelbaren Wahlergebnissen verfügt die Regierungskoalition nicht über die absolute Mehrheit im Parlament. Die Ergebnisse zeigten, dass Orpo eine schwierige Entscheidung treffen muss, da er die Unterstützung von Purras Finnen benötigen wird, mit denen er in Bezug auf Einwanderung, Klima und EU-Mitgliedschaftsstatus nicht einverstanden ist. Es wird auch ein schwieriges Szenario sein, weil er es schwer haben wird, kleinere Verbündete für sich zu gewinnen, da einige Parteien bereits eine Koalition mit den Finnen oder Marins Sozialdemokraten ausschließen, deren Wirtschaftspolitik er versprochen hat zu ändern. Obwohl er eine der beiden Parteien braucht, wird er auch die Unterstützung kleinerer Parteien benötigen. Es wird argumentiert, dass es aufgrund von Wahlverlusten unwahrscheinlich ist, dass die Zentrumspartei, die Grüne Liga und das Linksbündnis einer neuen Koalition beitreten wollen und stattdessen in die Opposition gehen könnten, so dass die Schwedische Volkspartei und die Christdemokraten als wahrscheinliche Koalitionspartner übrig bleiben, da sie sich bei den Wahlen behauptet haben.
In der Regel beginnt der Führer der siegreichen Partei mit den Verhandlungen über die Regierungsbildung, nachdem der Präsident und das Parlament zusammengekommen sind, um den Verhandlungsführer der Regierung zu benennen. Es wird erwartet, dass Orpo in den kommenden Wochen Verhandlungen über die Regierungsbildung aufnehmen wird. Es wird von den Medien berichtet, dass er dazu tendieren könnte, zuerst mit der Finnen-Partei zu sprechen, aber es wurde berichtet, dass er einen Fragebogen an jede der anderen Parteien senden wird, um ihre Positionen zu verschiedenen Themen zu bewerten und die besten Partner für die Zusammenarbeit auszuwählen.
Am 4. April 2023 gab die Vorsitzende der Sozialdemokratischen Partei, Sanna Marin, bekannt, dass sie als Vorsitzende ihrer Partei zurücktreten werde, aber Abgeordnete im Parlament bleiben werde.
Die Vorsitzende der Zentrumspartei, Annika Saarikko, bestätigte, dass der Platz der Zentrumspartei nach den Wahlverlusten der Partei in der Opposition ist und dass sie glaubt, dass das Zentrum die öffentliche Unterstützung für die Koalitionskooperation und schwierige Entscheidungen braucht und dass sie glaubt, dass sie diese nicht hat. Es wird argumentiert, dass aus diesem Grund die Chancen auf eine Koalition zwischen der Nationalen Koalition und der Finnenpartei geringer zu sein scheinen, es sei denn, sie können sich die Unterstützung der Schwedischen Volkspartei und der Christdemokraten sichern. Die Vorsitzende der Schwedischen Volkspartei, Anna-Maja Henriksson, sagte, sie schließe nicht aus, einer Koalition beizutreten, an der die Finnen-Partei beteiligt sei, aber sie erklärte, dass sie die Politik und die Werte, die von der Finnen-Partei verfolgt werden, ablehne. Die Vorsitzende der Christdemokraten, Sari Essayah, sagte, sie sei offen für den Beitritt zu einer von der Nationalen Koalition geführten Koalition, aber nur, wenn die Koalition sich bereit erklärt, wichtige Strukturreformen auf den Arbeitsmärkten und im Sozialversicherungssystem durchzuführen. Die Parteivorsitzende der Grünen Liga, Maria Ohisalo, äußerte sich ähnlich wie die Vorsitzende der Zentrumspartei, dass sie auch darauf abzielt, die Grüne Liga zu einer Oppositionspartei zu machen und der introvertierten Politik entgegenzuwirken, aber trotz Wahlverlusten nicht völlig ausgeschlossen hat, einer Koalition beizutreten. Sie erklärte, dass die Schwelle für den Eintritt der Grünen in die Regierung extrem hoch sei und sagte, sie werde nicht einer Regierung beitreten, die Kürzungen im Bildungsbereich vorschlägt, den Kampf gegen die Klimakrise und den Verlust der Natur verlangsamt und die Ungleichheit erhöhen will.
Auf Grundlage der Antworten und ersten Gesprächen mit allen Parteien kündigte Orpo an, dass er mit der Finnenpartei, der Schwedischen Volkspartei und den Christdemokraten über die Bildung einer Regierung verhandeln wird.
Am 16. Juni gab Petteri Orpo, dessen Partei, die Nationalen Sammlungspartei, die Wahl im April gewonnen hatte, bekannt, dass die Regierungsbildung zwischen seiner Partei, der Finnenpartei, der Schwedischen Volkspartei und den Christdemokraten beendet sei. Dabei seien die Themen Entwicklungspolitik, Einwanderung und Klimaschutz kontrovers diskutiert wurden – besonders zwischen der als rechtspopulistisch geltende Finnenpartei und der Partei der schwedischen Minderheit in Finnland, die Schwedische Volkspartei.
Der Bildung der Regierungskoalition folgte die Bildung des Kabinetts Orpo.